# Dans for mig
Dans for mig er en dansk dokumentarfilm fra 2013, der er instrueret af Katrine Philp.

## Handling
Mie er 14 år og elitesportsdanser, den suverænt bedste i sin aldersklasse. Hun står pludselig uden dansepartner, og da det ikke er til at finde en ny passende partner i Danmark, søger hun og familien i udlandet. Valget falder på russiske Egor, som kommer til Danmark for at prøvedanse med Mie. Da det fungerer godt, bliver Egor i Danmark og flytter ind hos Mie og hendes forældre. Filmen følger parrets første og svære tid sammen. Alt tyder på, at de er det perfekte match på dansegulvet, men privat hober problemerne sig op. Den danske familie har pludselig fået et nyt medlem og Egors savn efter sin mor vokser dag for dag. Konflikterne står i kø, men succesen på dansegulvet får Egor til at blive.